# Emmy Paungartenová
Emmy Paungartenová, německy Emmy Freiin von Paungarten (29. července 1847 Klagenfurt – 20. prosince 1947 Štýrský Hradec) byla rakouská malířka.

## Život
Emmy Paungartenová pocházela ze šlechtického rodu. Její otec byl c. a k. major Maxmilian von Paungartten, svobodný pán z Deitenkofenu a Maßbachu, matka Paulina byl dcera Friedricha Noble von Knapitsche, majitele zámku Mayerhofen u Friesachu v Korutanech. Dalším dítětem těchto rodičů byl syn Maxmilián.
Po absolvování lycea začala Emmy Paungarten v roce 1894 své umělecké vzdělání na Akademii krajinného kreslení ve Štýrském Hradci pod vedením Heinricha Augusta Schwacha. V roce 1902 studovala v Mnichově u Christiana Landenbergera. V letech 1903 až 1905 byla několik měsíců studentkou Heinricha Knirra a Antona Ažbeho v Mnichově. Studijní cesty ji zavedly do Benátek, Padovy, Paříže (od roku 1911), Bulharska, Rumunska a Konstantinopole. V Paříži pracovala na Académie Moderne mimo jiné s Othonem Frieszem. Žila ve Štýrském Hradci, kde pracovala jako učitelka a portrétistka a kde také vystavovala svá díla.

## Dílo
Emmy Paungarten se věnovala především portrétní malbě, ale vytvářela i zátiší a krajiny. Malovala oleji a pastely.
Některá díla Emmy Paungarten, která muzeu odkázal její bratr, byla poprvé veřejnosti představena roce 2020 na výstavě Ladies First! v Neue Galerie ve Štýrském Hradci. Jmenovitě se na této výstavě jednalo o dvojportrét, který vznikl během jejího působení v Paříži (zobrazuje autoportrét s kloboukem na jedné straně a poloaktem na druhé, který pravděpodobně také představuje umělkyni) a o portrét neznámé dámy z roku 1910.

## Galerie

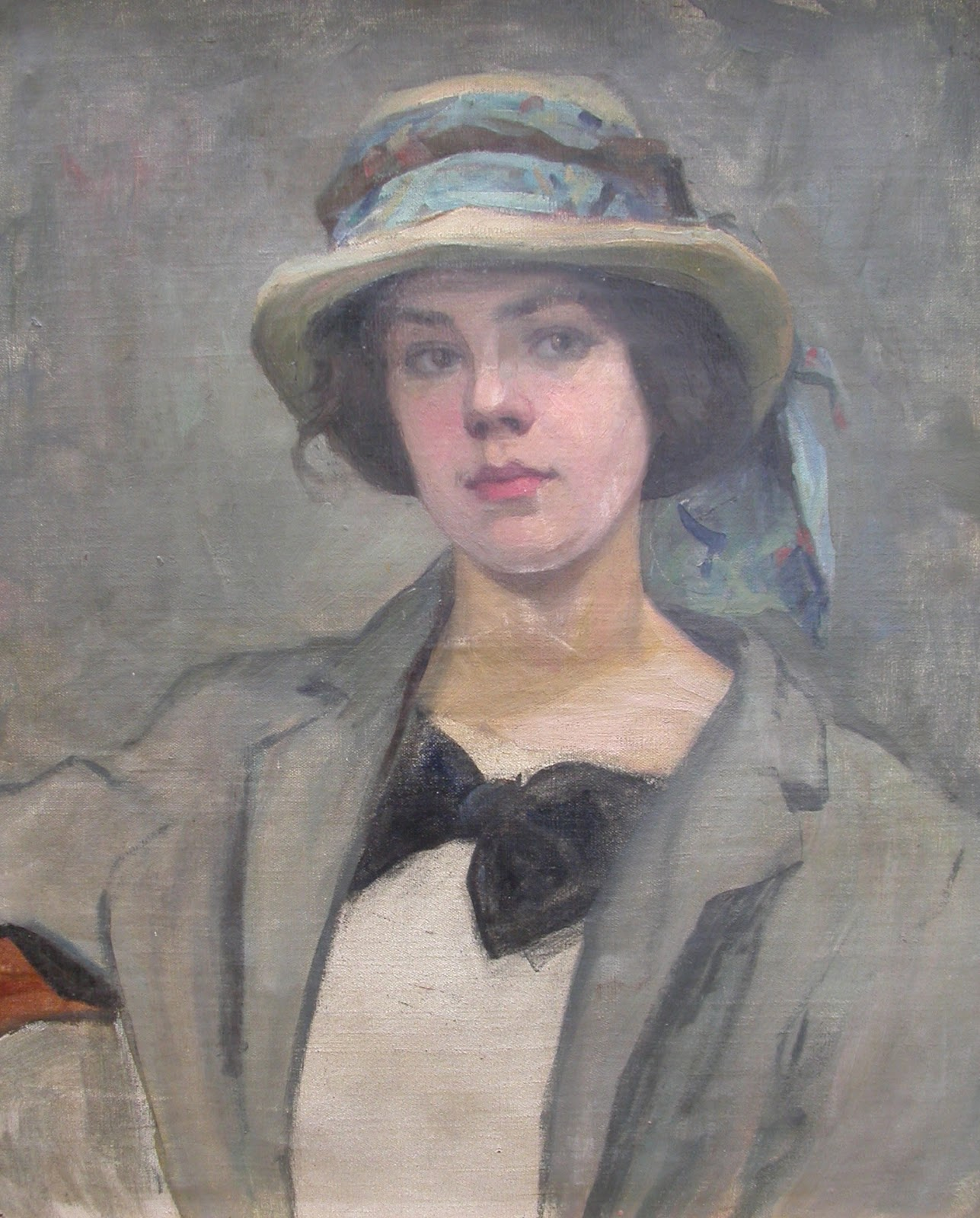
Autoportrét s kloboukem, 1912
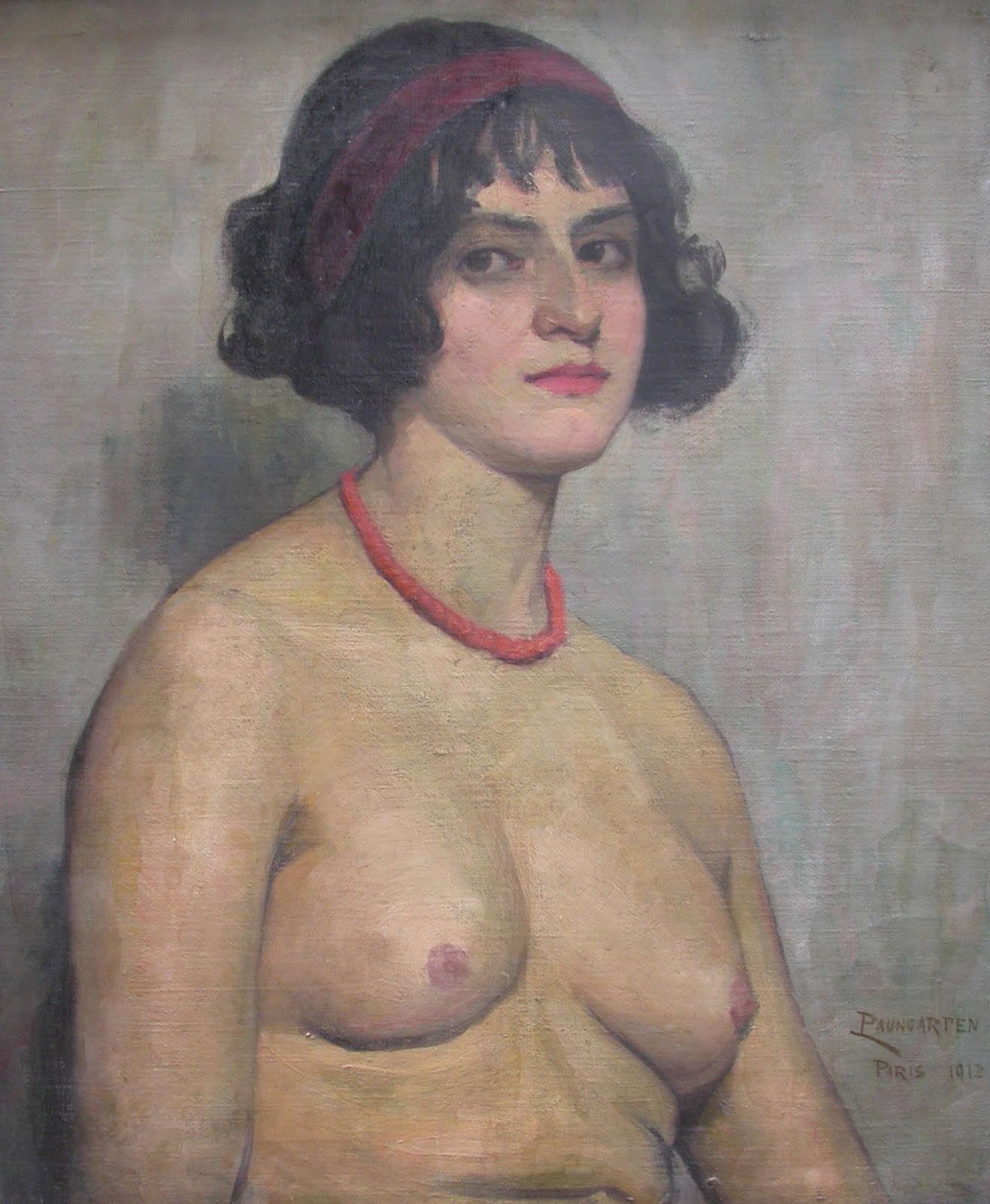
Zadní strana obrazu, Autoportrét jako poloakt, 1912
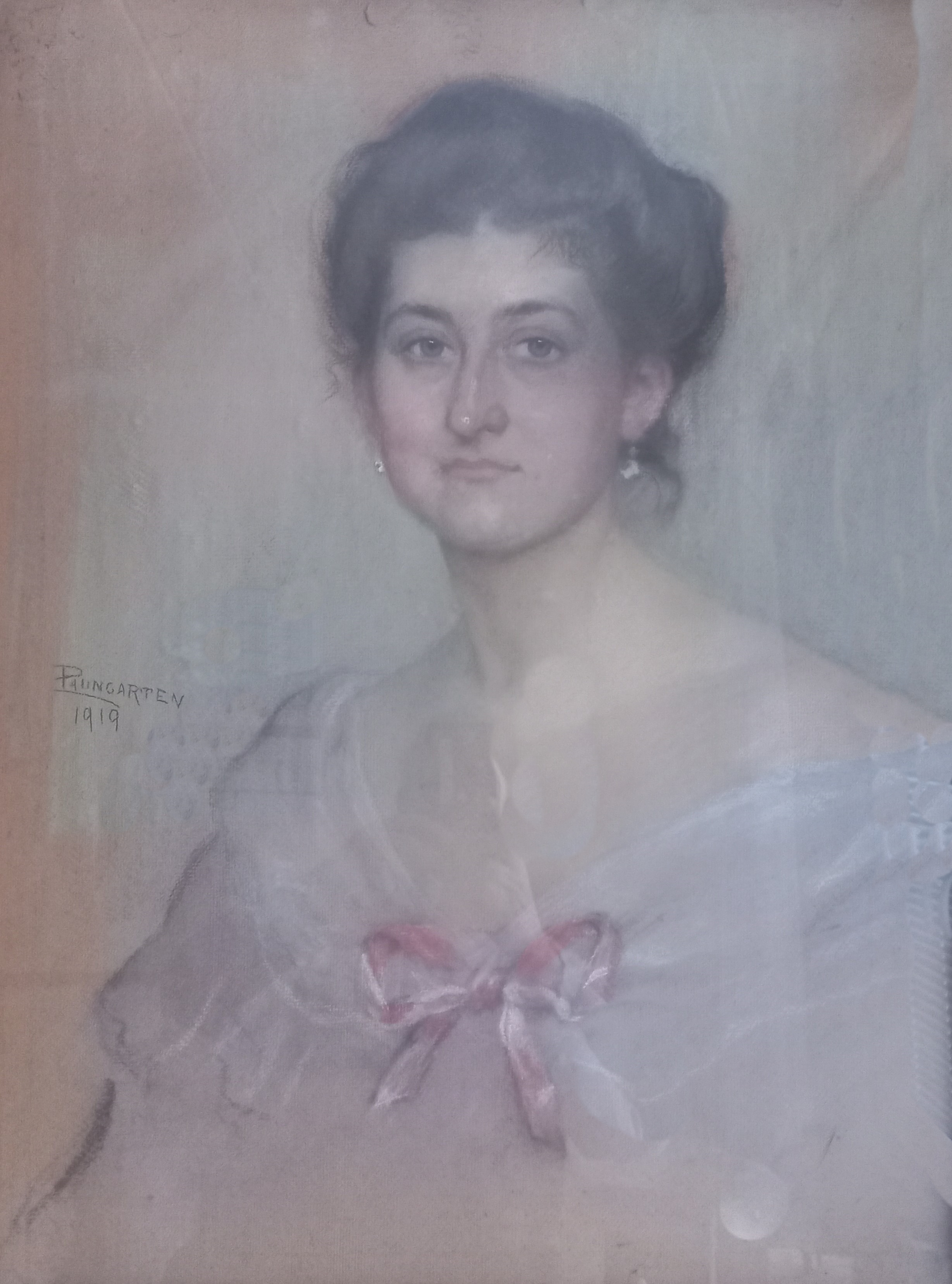
Portrét dámy, 1919 (soukromá sbírka Praha)
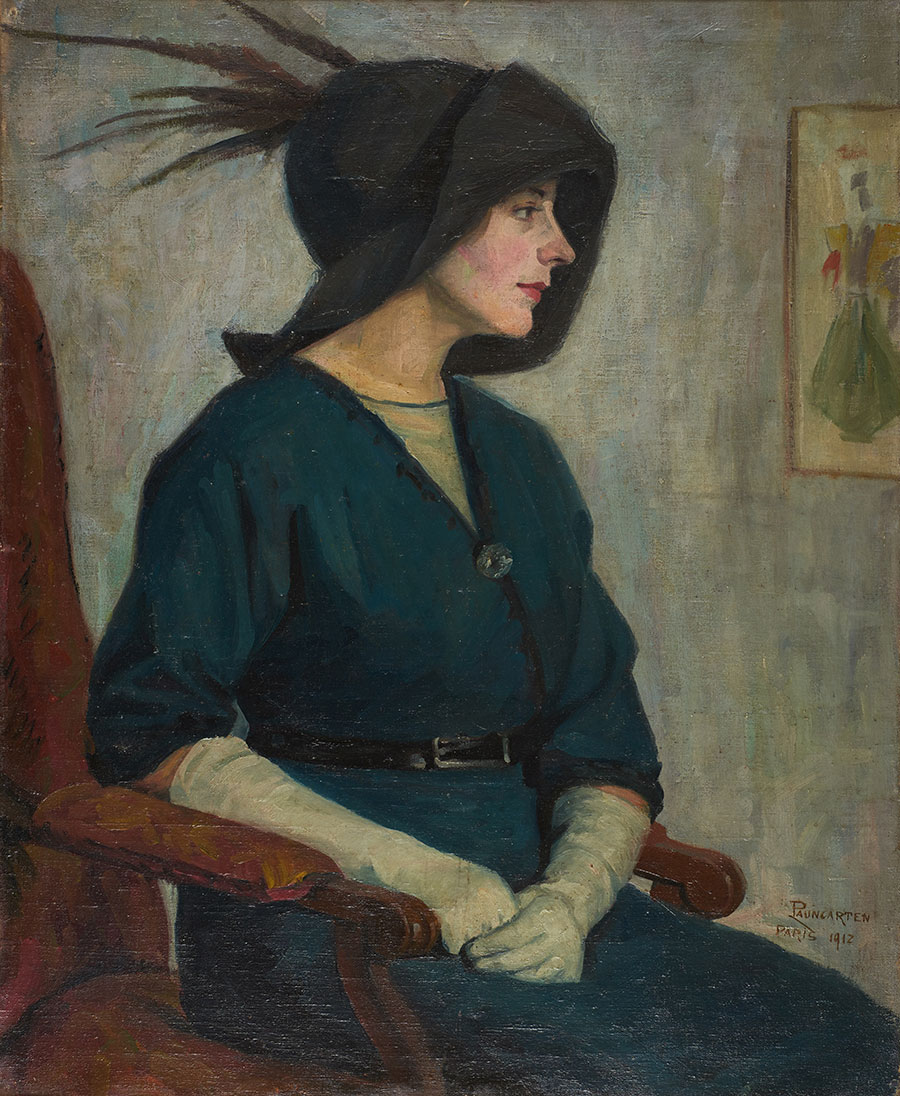
Mladá Pařížanka s kloboukem (1912)